# Rosemaling
 (février 2024).
Si vous disposez d'ouvrages ou d'articles de référence ou si vous connaissez des sites web de qualité traitant du thème abordé ici, merci de compléter l'article en donnant les références utiles à sa vérifiabilité et en les liant à la section « Notes et références ».

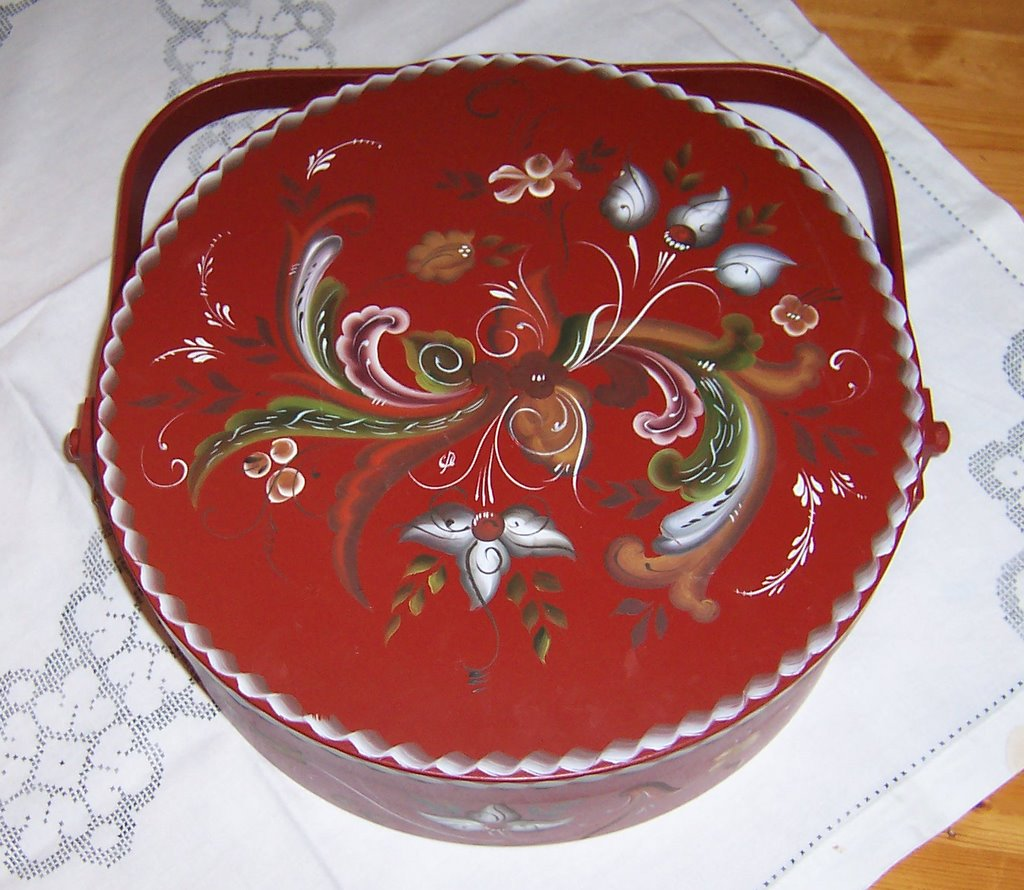
Une soupière décorée en rosemaling.

Le rosemaling, ou rosemåling, est un art décoratif originaire des régions rurales de Norvège, qui a connu son apogée du milieu du XVIIIe siècle au milieu du XIXe siècle, principalement dans le Telemark et le Hallingdal, mais aussi dans d'autres régions rurales de Norvège et en Suède. Il reste pratiqué dans certains villages norvégiens, ainsi que de l'autre côté de l'Atlantique par les Américains d'origine norvégienne.
Ce style se caractérise par ses motifs floraux ondulés aux couleurs nuancées, d'inspiration baroque et rococo. Son nom provient du norvégien rosa (« rose ») et måle (« peindre »).